# Sandro Dias
Sandro Dias (ur. 18 kwietnia 1975 w Santo André) – brazylijsko-amerykański profesjonalny vertowy skater.
Jeździ od 1987, profesjonalnie od 1997, pierwszy raz wystąpił na zawodach w 1996. Jeden z trzech ludzi na świecie, którzy potrafią poprawnie wykonać trik 900.

## Osiągnięcia
- 2000: brąz w dwójkach vertowych
- 2002: srebro w konkursie na najlepszy trik vertowy
- 2004: złoto w konkursie na najlepszy trik vertowy
- 2005: brąz w zawodach vertowych